# Плай (Мехедінць)
Плай (рум. Plai) — село у повіті Мехедінць в Румунії. Входить до складу комуни Брезніца-Мотру.
Село розташоване на відстані 227 км на захід від Бухареста, 46 км на схід від Дробета-Турну-Северина, 51 км на північний захід від Крайови.

## Населення
За даними перепису населення 2002 року у селі проживала 91 особа, з них 90 осіб (98,9%) румунів. Рідною мовою 90 осіб (98,9%) назвали румунську.